# Нулевые ребята
«Нулевые ребята» (англ. The Zero Boys) — кинофильм.

## Сюжет
Группа друзей после победы на пейнтбольном турнире решают отпраздновать это событие на природе вместе со своими девушками. По ходу пикника они сообща решают поучаствовать в совместной игре на выживание, местом действия для которой выбирают окружающий лес. Но уже вскоре после начала своей затеи герои понимают, что стали объектами настоящей игры на выживание, идущей в реальном времени.

## В ролях
- Джин Хэкмен — Гарри Мосби
- Келли Маруни — Джейми
- Дженнифер Уоррен — Паула
- Сьюзан Кларк — Эллен Мосби
- Эдвард Биннз — Джой
- Мелани Гриффит — Марти